# Jubaea chilensis
La palma da vino cilena (Jubaea chilensis (Molina) Baill., 1895) è una pianta della famiglia delle Arecacee, unica specie del genere Jubaea.

## Conservazione
La Lista rossa IUCN classifica Jubaea chilensis come specie vulnerabile.

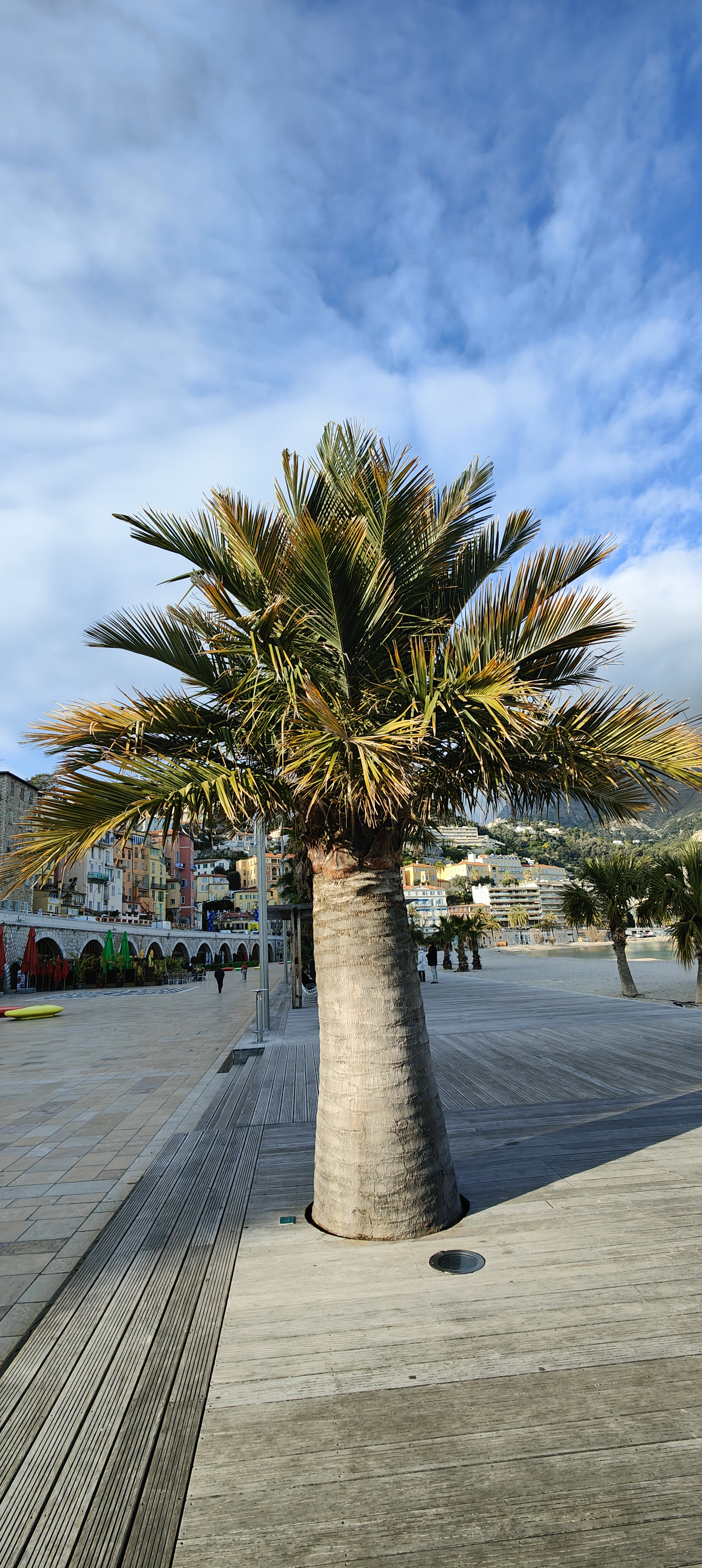
Un esemplare di Jubaea chilensis a Mentone. L'albero, a crescita lenta, può raggiungere i 15-20 mt. e con un diametro di 5/6 m